# Ritratto di Chieko
Ritratto di Chieko (智恵子抄?, Chieko-shō) è un film del 1967 diretto da Noboru Nakamura, tratto da un'opera del poeta Kōtarō Takamura. Fu candidato all'Oscar al miglior film straniero.

## Riconoscimenti
- Premio Oscar
  - Candidatura all'Oscar al miglior film straniero